# Leszek Sztyrak
Leszek Sztyrak (ur. 6 września 1967) – polski brydżysta, arcymistrz międzynarodowy, zawodnik drużyny Synis Opole.

## Wyniki brydżowe

### Zawody krajowe
W rozgrywkach krajowych zdobywał następujące lokaty:
| Drużynowe mistrzostwa Polski | Drużynowe mistrzostwa Polski | Drużynowe mistrzostwa Polski |
| Sezon                        | Drużyna                      | Pozycja                      |
| ---------------------------- | ---------------------------- | ---------------------------- |
| 2009/10                      | Mrągowia SI Mrągowo          | 2                            |
| 2007/08                      | Mrągowia SI Mrągowo          | 2                            |
| 2005/06                      | Mrągowia SI Mrągowo          | 2                            |
| 2004/05                      | Chłodnia Star-Turist Olsztyn | 1                            |

| Mistrzostwa Polski teamów | Mistrzostwa Polski teamów | Mistrzostwa Polski teamów | Mistrzostwa Polski teamów |
| Rok                       | Typ                       | Kategoria                 | Pozycja                   |
| ------------------------- | ------------------------- | ------------------------- | ------------------------- |
| 2004                      | Otwarte                   | Open                      | 2                         |

| Mistrzostwa Polski par | Mistrzostwa Polski par | Mistrzostwa Polski par | Mistrzostwa Polski par |
| Rok                    | Kategoria              | Partner                | Pozycja                |
| ---------------------- | ---------------------- | ---------------------- | ---------------------- |
| 2006                   | Miksty                 | Anna Sarniak           | 1                      |
| 2004                   | Open                   | Tomasz Pilch           | 1                      |

### Zawody światowe
W światowych zawodach zdobył następujące lokaty:
| Mistrzostwa Świata. Konkurencja teamów | Mistrzostwa Świata. Konkurencja teamów | Mistrzostwa Świata. Konkurencja teamów | Mistrzostwa Świata. Konkurencja teamów | Mistrzostwa Świata. Konkurencja teamów | Mistrzostwa Świata. Konkurencja teamów |
| Rok                                    | Miejsce                                | Zawody                                 | Kategoria                              | Drużyna                                | Pozycja                                |
| -------------------------------------- | -------------------------------------- | -------------------------------------- | -------------------------------------- | -------------------------------------- | -------------------------------------- |
| 2006                                   | Werona                                 | 12. Mistrzostwa Świata                 | Open                                   | Mrągowia SI                            | 83                                     |

| Mistrzostwa Świata. Konkurencja par | Mistrzostwa Świata. Konkurencja par | Mistrzostwa Świata. Konkurencja par | Mistrzostwa Świata. Konkurencja par | Mistrzostwa Świata. Konkurencja par | Mistrzostwa Świata. Konkurencja par |
| Rok                                 | Miejsce                             | Zawody                              | Kategoria                           | Partner                             | Pozycja                             |
| ----------------------------------- | ----------------------------------- | ----------------------------------- | ----------------------------------- | ----------------------------------- | ----------------------------------- |
| 2006                                | Werona                              | 12. Mistrzostwa Świata              | Miksty                              | Anna Sarniak                        | 47                                  |

### Zawody europejskie
W europejskich zawodach zdobył następujące lokaty:
| Zawody europejskie. Konkurencja teamów | Zawody europejskie. Konkurencja teamów | Zawody europejskie. Konkurencja teamów | Zawody europejskie. Konkurencja teamów | Zawody europejskie. Konkurencja teamów | Zawody europejskie. Konkurencja teamów |
| Rok                                    | Miejsce                                | Zawody                                 | Kategoria                              | Drużyna                                | Pozycja                                |
| -------------------------------------- | -------------------------------------- | -------------------------------------- | -------------------------------------- | -------------------------------------- | -------------------------------------- |
| 2009                                   | San Remo                               | 4. Otwarte Mistrzostwa Europy          | Open                                   | Mrągowia SI                            | 52                                     |
| 2007                                   | Antalya                                | 3. Otwarte Mistrzostwa Europy          | Open                                   | Poland                                 | 5                                      |
| 2006                                   | Rzym                                   | 5. Puchar Europy                       | Open                                   | Mrągowia SI – Poland                   | 6                                      |
| 2005                                   | Bruksela                               | 4. Puchar Europy Teamów                | Open                                   | Csto-Poland                            | 7                                      |

| Zawody europejskie. Konkurencja par | Zawody europejskie. Konkurencja par | Zawody europejskie. Konkurencja par | Zawody europejskie. Konkurencja par | Zawody europejskie. Konkurencja par | Zawody europejskie. Konkurencja par |
| Rok                                 | Miejsce                             | Zawody                              | Kategoria                           | Partner                             | Pozycja                             |
| ----------------------------------- | ----------------------------------- | ----------------------------------- | ----------------------------------- | ----------------------------------- | ----------------------------------- |
| 2009                                | San Remo                            | 4. Otwarte Mistrzostwa Europy       | Open                                | Przemysław Janiszewski              | 11                                  |
| 2007                                | Antalya                             | 3. Otwarte Mistrzostwa Europy       | Open                                | Przemysław Janiszewski              | 94                                  |
| 2007                                | Antalya                             | 3. Otwarte Mistrzostwa Europy       | Miksty                              | Anna Sarniak                        | 13                                  |
| 2005                                | Teneryfa                            | 2. Otwarte Mistrzostwa Europy       | Open                                | Marta Machalińska                   | 211                                 |
| 2005                                | Teneryfa                            | 2. Otwarte Mistrzostwa Europy       | Open                                | Krzysztof Buras                     | 99                                  |
| 2001                                | Sorrento                            | 11. Mistrzostwa Europy Par          | Open                                | Cezary Krzemiński                   | 19                                  |
| 1999                                | Warszawa                            | 10. Mistrzostwa Europy Par          | Open                                | Andrzej Twardowski                  | 28                                  |

## Klasyfikacja
- Leszek Sztyrak – klasyfikacja PZBS
- Leszek Sztyrak – klasyfikacja EBL (ang.)
- Leszek Sztyrak – klasyfikacja WBF (ang.)